# Плятт, Ростислав Янович
Ростисла́в Я́нович Плятт (30 ноября [13 декабря] 1908, Ростов-на-Дону, Область Войска Донского, Российская империя — 30 июня 1989, Москва, РСФСР, СССР) — советский актёр театра и кино, мастер художественного слова (чтец). Герой Социалистического Труда (1989), народный артист СССР (1961), лауреат Государственной премии СССР (1982). Кавалер двух орденов Ленина (1978, 1989).

## Биография

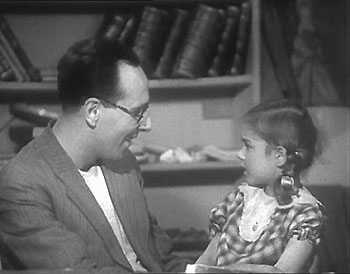
Ростислав Плятт и Вероника Лебедева в фильме «Подкидыш», 1939 г.

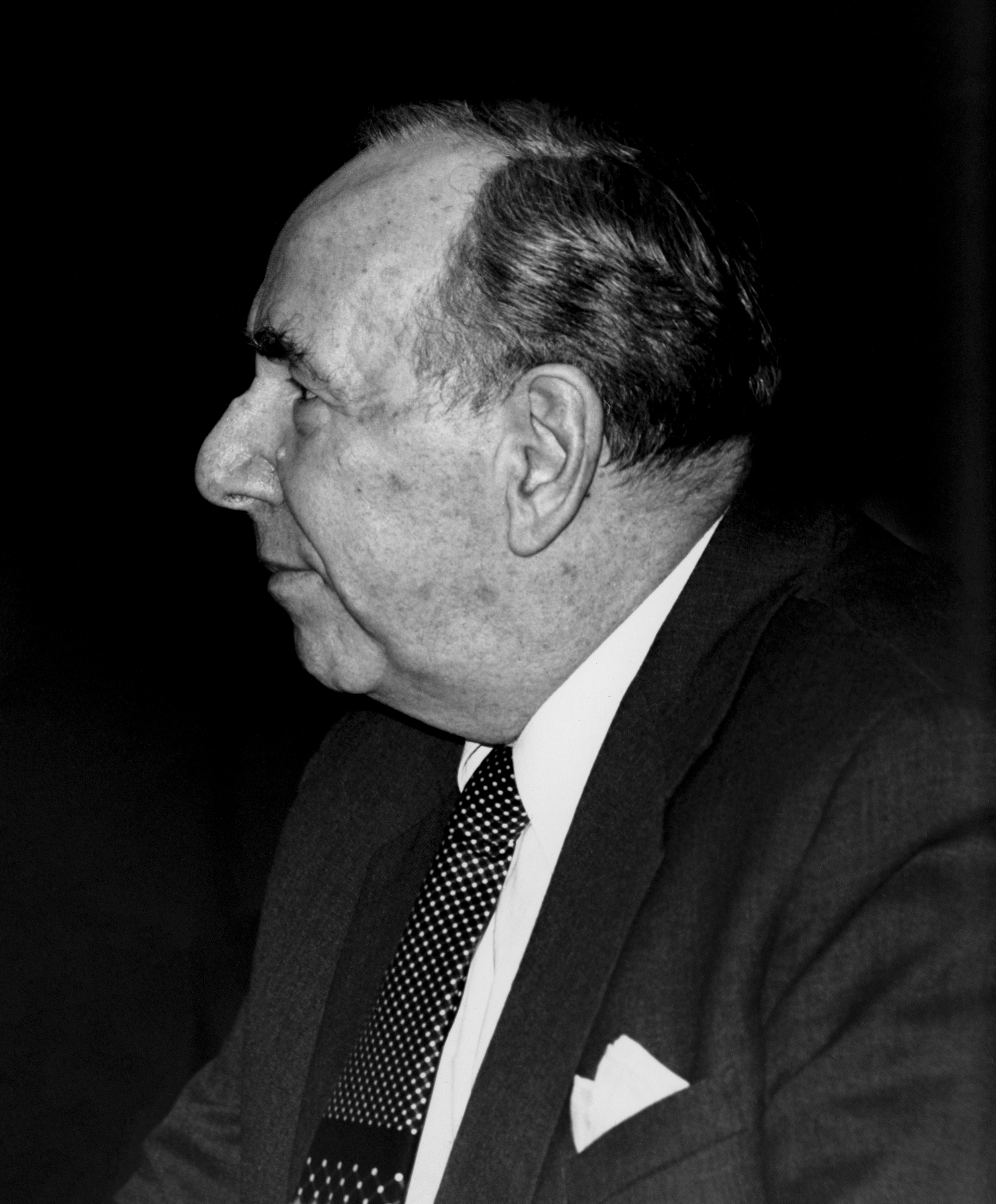
1970-е годы

Ростислав Иванович Плят родился 30 ноября (13 декабря) 1908 года в Ростове-на-Дону. Его раннее увлечение театром привело к тому, что в 16 лет при получении паспорта он намеренно изменил свою фамилию и отчество на более подходящие для афиш (как ему казалось), став Ростиславом Яновичем Пляттом.
Его отцом был известный ростовский адвокат Иван Иосифович Плят, по происхождению «поляк, правда сильно обрусевший», матерью — Зинаида Ивановна Закаменная, украинка родом из Полтавы, крестившая сына в православие. К моменту появления Ростислава на свет она была уже больна туберкулёзом лёгких, и семья переехала в Кисловодск, в более мягкий климат. В своих мемуарах Плятт писал:
Мне рассказывали, что у моей колыбели сходились две бабки — Жозефина Феликсовна, мать отца, и Александра Лукинична, мамина мать, — и начиналась тихая битва. Одна следила, чтобы дитя не усвоило ничего из хохлацкой речи, другая, наоборот, охраняла слух ребёнка от всяческих полонизмов. Успеха добились обе: когда я вырос, выяснилось, что я не знаю ни одного языка, кроме русского.
В 1916 году мать умерла, и отец перевёлся в Москву. Через год он женился на Анне Николаевне Великовской, которая заменила Ростиславу мать. У него также появился старший сводный брат. Адвокатская деятельность отца успешно развивалась; среди его клиентов были и работники театров. Так мальчик вошёл в театральную среду. Занимался в драмкружке, вначале под руководством Владимира Лебедева, затем — Варвары Соколовой-Залесской, артистки МХАТа, которая познакомила его с системой Станиславского.
В 1926 году окончил 20-ю опытную школу имени Томаса Эдисона. В том же году поступил в драматическую студию Моспрофобра под руководством Юрия Завадского, год спустя реорганизованную в Театр-студию, где играл до 1936 года. Затем вместе со всей труппой переехал в Ростов-на-Дону для работы в Театре драмы им. М. Горького. Плятт был признанным комедийным актёром, создавал образы с острым внешним рисунком и ярко подчёркнутой характерностью, но первый крупный успех на сцене имела роль Фон Ранкена в спектакле 1938 года «Дни нашей жизни» по пьесе Леонида Андреева. Эта роль обнаружила склонность актёра к углублённому, психологически тонкому раскрытию характера. В 1938 году Плятт вернулся в Москву.
В 1938—1941 годах служил в Театре имени Ленинского комсомола. С 1939 года начал работать в кино. Одной из первых и самых ярких ролей стал холостяк в детской комедии «Подкидыш». В этом фильме он снимался вместе со своей многолетней партнёршей по сцене и близкой подругой Фаиной Раневской.

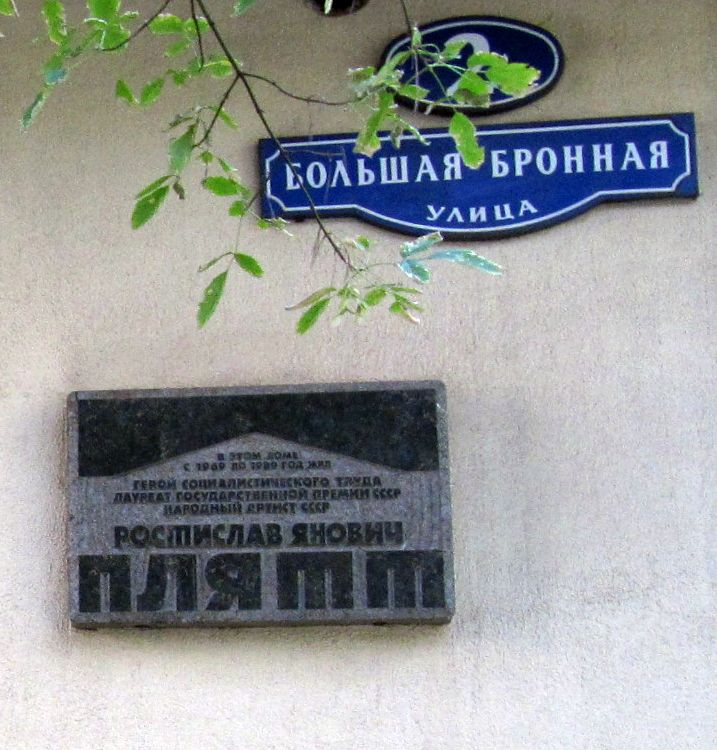
В этом московском доме по Б. Бронной ул., 2 Р. Плятт прожил последние свои годы (1969—1989)

Во время Великой Отечественной войны находился в Москве. Со временем оставшиеся в Москве актёры разных театров создали Московский театр драмы, где ставили пьесы Константина Симонова. В этих военных фронтовых пьесах Плятт впервые проявил себя как мастер психологической игры.
В 1943 году он перешёл в Театр имени Моссовета, где прослужил до конца своих дней. Творчество актёра отличали интеллектуализм, дар внутреннего перевоплощения, ироничность, глубокое обаяние. Он создал много запоминающихся работ на радио, в том числе в передаче «Клуб знаменитых капитанов», которой посвятил 40 лет.
Плятт участвовал в дубляже фильмов, в озвучивании мультфильмов. Выступал в концертах, на юбилейных и творческих вечерах, встречах со зрителями. В 1970-е годы на телевидении был подготовлен цикл передач о Бернарде Шоу («Театр Бернарда Шоу»), в котором Бернард Шоу в исполнении Плятта беседовал с Литературоведом (Александр Аникст).
Был членом Всероссийского театрального общества (с 1986 года — Союз театральных деятелей РФ) и Союза кинематографистов СССР в 1958—1989 годах.

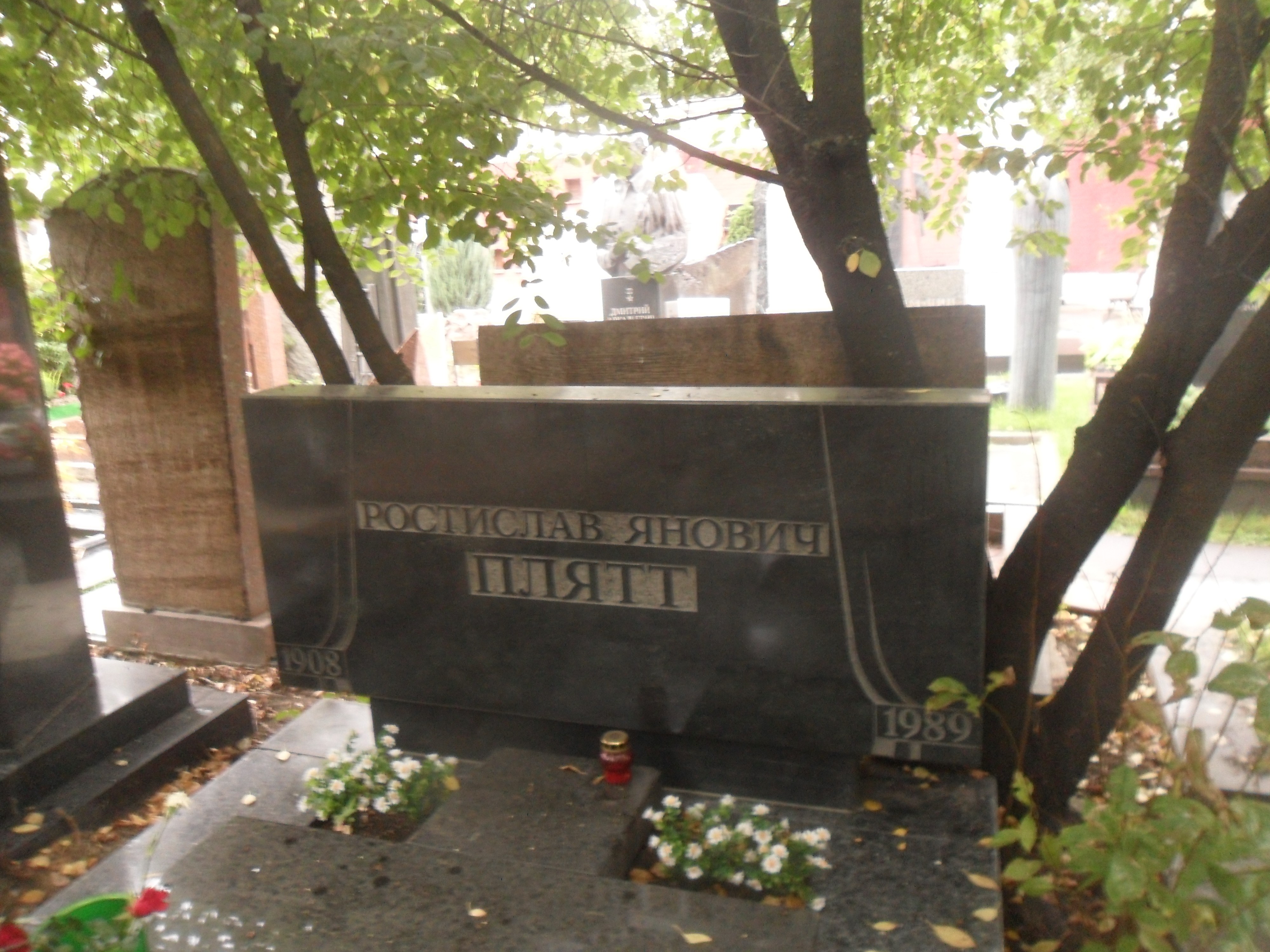
Могила Ростислава Плятта на Новодевичьем кладбище Москвы

Ростислав Плятт скончался 30 июня 1989 года в Москве на 81-м году жизни. Похоронен на Новодевичьем кладбище (участок № 10). В Москве на доме 2/6 по Большой Бронной улице, где жил актёр в 1969—1989 годах, установлена мемориальная доска.

### Семья
- Первая жена — Нина Владимировна Бутова (1908—1978), актриса, играла в Театре имени Моссовета, заслуженная артистка РСФСР (1972).
- Вторая жена (после смерти первой) — Людмила (Неонила) Семёновна Маратова (1928—2008), преподаватель ГИТИСа и диктор Всесоюзного радио, заслуженная артистка РСФСР (1985).
- Детей в обоих браках не было.

## Театральные работы

### Театр-студия Юрия Завадского(1926—1936)
- 1927 — «Простая вещь» (по рассказам Б. Лавренёва) — человек в пенсне и офицерик на вечеринке[2]
- 1928 — «Компас» по пьесе «Честный аферист» В. Газенклевера — Гарри Компас
- 1933 — «Нырятин» И. Штока — Илюшка
- 1933 — «Ученик дьявола» Б. Шоу
- 1934 — «Волки и овцы» А. Островского — Мурзавецкий
- 1935 — «Школа неплательщиков» Л. Вернейля и Ж. Берра
- «Пьяный круг» Д. Дэля

### Ростовский театр драмы имени М. Горького(1936—1938)
- 1936 — «Любовь Яровая» К. Тренёва — Елисатов
- 1937 — «Стакан воды» Э. Скриба — Болинброк
- 1937 — «Горе от ума» А. Грибоедова — Сергей Сергеевич Скалозуб
- 1938 — «Дни нашей жизни» Л. Андреева; режиссёр П. Л. Вульф — фон Ранкен
- «Разбойники» Ф. Шиллера — Шпигельберг

### Театр имени Ленинского комсомола(1938—1941)
- 1939 — «Нора» Г. Ибсена — Крогстад
- «Окна» по Дж. Голсуорси — мойщик окон мистер Блэй
- «Зыковы» М. Горького — '
- 1941 — «Парень из нашего города» К. Симонова — Аркадий Бурмин

### Московский театр драмы(1941—1943)
- 1942 — «Жди меня» К. Симонова
- 1942 — «Русские люди» К. Симонова — Александр Васильевич Васин
- 1943 — «Москвичка» В. Гусева — Медведев

### Театр имени Моссовета
- 1944 — «Чеховский вечер» (рассказ «Тапёр») по произведениям А. П. Чехова — тапёр Рублёв
- 1945 — «Стакан воды» Э. Скриба — Болинброк
- 1945 — «Чайка» А. П. Чехова — Дорн
- 1946 — «Госпожа министерша» Б. Нушича — Нинкович
- 1947 — «Русский вопрос» К. Симонова — Гарри Смит
- 1948 — «Закон чести» А. Штейна — Добротворский
- 1948 — «Без вины виноватые» А. Островского
- 1950 — «Гражданин Франции» Д. Храбровицкого — Фредерик Дюмон-Тери
- 1951 — «Младший партнёр» А. Первенцева
- 1952 — «Маскарад» М. Лермонтова, режиссёр Ю. Завадский — Казарин
- 1952 и 1967 — «Шторм» В. Билль-Белоцерковского — Раевич
- 1954 — «Сомов и другие» М. Горького — Яропегов
- 1955 — «Первая весна» по «Повести о директоре МТС и главном агрономе» Г. Николаевой — Фарзанов
- 1956 — «Второе дыхание» А. Крона — Левин
- 1956 — «Катрин Лёфевр» В. Сарду и Э. Моро
- 1957 — «Дали неоглядные» Н. Вирты
- 1959 — «Нора» Г. Ибсена — Крогстад
- 1959 — «Миллион за улыбку» А. Софронова — Карташов
- 1960 — «Леший» А. П. Чехова — Войницкий
- 1960 — «Летом небо высокое» Н. Вирты — Беркутов
- 1961 — «Антей» Н. Зарудного
- 1962 — «Бунт женщин» Н. Хикмета и В. Комиссаржевского (по мотивам пьесы К. Свандербю) — Президент
- 1963 — «Милый лжец» Дж. Килти — Б. Шоу
- 1964 — «Цезарь и Клеопатра» Б. Шоу — Цезарь
- 1966 — «Затейник» В. Розова
- 1967 — «Аплодисменты» А. Штейна
- 1967 — «Жизнь Сент-Экзюпери» Л. Малюгина
- 1969 — «Дальше — тишина…» Вина Дельмар; режиссёр А. Эфрос — Барклей Купер[10]
- 1970 — «Спектакль – концерт» (сцена из романа М. Е. Салтыкова-Щедрина «Господа Головлёвы») — Иудушка Головлёв
- 1971 — «Сочтёмся славою» («Несколько тревожных дней») Я. Волчека — Гаранин
- 1972 — «Поющие пески» А. Штейна — Лавренёв
- 1975 — «Возможны варианты» В. Азерникова — Постоянно Действующий Персонаж
- 1976 — «На полпути к вершине» П. Устинова — генерал Фицбатресс
- 1977 — «Версия» А. Штейна — старорежимное лицо
- 1979 — «Тема с вариациями» С. Алёшина — Дмитрий Николаевич
- 1980 — «Братья Карамазовы» Ф. М. Достоевского — Фёдор Павлович Карамазов
- 1980 — «Чёрный гардемарин» А. Штейна
- 1983 — «Суд над судьями» Э. Манна — судья Хейвуд
- 1986 — «Последний посетитель» В. Дозорцева — Посетитель

Играл также в спектаклях «Чужой паспорт» Л. Зорина, «Поднятая целина» по М. Шолохову, «Мещанин во дворянстве» Мольера, «Белый танец», «Штормовое предупреждение», «Деревенская история» и др.

## Фильмография

### Актёрские работы
1. 1939 — Ленин в 1918 году — военспец
2. 1939 — Подкидыш — Евгений Семёнович, холостяк-геолог
3. 1940 — Ветер с востока — управляющий графини Матеуш
4. 1941 — Мечта — Янек, извозчик
5. 1941 — Сердца четырёх — профессор литературы, экзаменатор Шуры (в титрах не указан)
6. 1941 — Счастье
7. 1941 — Парень из тайги — Васька Щербак
8. 1944 — Зоя — немецкий солдат
9. 1945 — Слон и верёвочка — сосед
10. 1946 — Крейсер «Варяг» — Бейли, командир английского крейсера
11. 1947 — Весна — Василий Григорьевич Бубенцов
12. 1947 — Свет над Россией — оптимист
13. 1947 — Сельская учительница — директор мужской гимназии
14. 1948 — Драгоценные зёрна — Илья Михайлович Грач, наборщик
15. 1948 — Первоклассница — ботаник
16. 1949 — Сталинградская битва — генерал Герман Гот
17. 1950 — Заговор обречённых — генерал Бравура, командующий Юго-Западной пограничной зоны
18. 1950 — Жуковский — журналист
19. 1950 — Смелые люди — Фон Швальбе
20. 1951 — Совесть мира (не был завершён) — Райт
21. 1953 — Серебристая пыль — МакКеннеди, генерал
22. 1956 — Безумный день — Дудкин
23. 1956 — Убийство на улице Данте — Грин
24. 1958 — Жених с того света (короткометражный) — Семён Данилович Петухов
25. 1960 — Беззащитное существо (короткометражный) — Кистунов
26. 1961 — Орлиный остров — Александр Георгиевич Вэтэшану, археолог
27. 1961 — Совершенно серьёзно (киноальманах, новелла «История с пирожками») — покупатель, съевший пирожки
28. 1962 — Деловые люди (фильм второй «Родственные души») — хозяин особняка
29. 1962 — Коллеги — Дампфер
30. 1962 — Монета (сюжет «Самый счастливый человек на свете») — Боб, хозяин гаража
31. 1963 — Короткие истории (сюжет «Улыбнись, товарищ!») — рассказчик
32. 1964 — Лёгкая жизнь — Владимир Гаврилович Муромцев
33. 1964 — Москва — Генуя — Менье
34. 1965 — Дорога к морю — инженер-капитан первого ранга
35. 1965 — Иду на грозу — Данкевич, профессор
36. 1968 — Ошибка резидента — Николай Николаевич Казин
37. 1970 — Судьба резидента — Николай Николаевич Казин
38. 1971 — Вся королевская рать — Ирвин, судья
39. 1973 — Семнадцать мгновений весны — Фриц Шлаг, пастор
40. 1974 — Авария — Цорн, прокурор
41. 1975 — Ольга Сергеевна — Никифоров
42. 1977 — Джентльмены, которым не повезло — от автора
43. 1978 — Однофамилец — Лаптев
44. 1979 — Активная зона — Иван Аркадьевич
45. 1981 — На Гранатовых островах — Питер Калишер, сотрудник ЦРУ
46. 1983 — Послесловие — Алексей Борисович
47. 1987 — Визит к Минотавру — Николо Амати, скрипичный мастер

### Телеспектакли
1. 1964 — Возмездие — Яминг
2. 1966 — Второе лицо — главная роль
3. 1966 — Коллекция Капы — лектор
4. 1966 — Лабиринт — прокурор
5. 1967 — Гендель и гангстеры — Том Хэбблсуэйт
6. 1969 — Провинциалка — Валериан Николаевич Любин, граф
7. 1969 — Улица Ангела — от автора
8. 1971 — Когда море смеётся — эпизод
9. 1972 — Доктор Жуков, на выезд! — Нефёдов, врач
10. 1972 — Золото, золото — сердце народное
11. 1972 — Любимые страницы — Иудушка Головлёв
12. 1972 — Шторм — Раевич
13. 1974 — Преступление Сильвестра Бонара — Сильвестр Бонар
14. 1976 — Бернард Шоу — Бернард Шоу / Сарториус / Эндрю Андершафт / Морелл / генерал Бэргойн / капитан Шотовер
15. 1977 — Джентльмены, которым не повезло — от автора
16. 1978 — Дальше — тишина… — Барклей Купер
17. 1978 — Истцы и ответчики — Кавелин, председатель суда
18. 1978 — На полпути к вершине — генерал Мэллэлье Фицбаттресс
19. 1979 — Кто прав? Кто виноват? — Кавелин
20. 1980 — Тайна Эдвина Друда — Грюджиус
21. 1981 — Обыкновенные обстоятельства — Виктор Митрофанович
22. 1983 — Чёрный гардемарин
23. 1984 — Пчёлка — от автора
24. 1985 — А. П. Чехов. Рассказы (моноспектакль) — от автора
25. 1985 — Такой странный вечер в узком семейном кругу — Карел Жампах
26. 1986 — Суд над судьями — судья Хейвуд

### Озвучивание фильмов
1. 1938 — Большой вальс — Хоуфбауэр (роль Х. Херберта[англ.])
2. 1940 — Моя дочь живёт в Вене
3. 1941 — Лисички — Кэл (роль Дж. Марриота)
4. 1943 — Давид-Бек — Мамед-хан
5. 1946 — Похождения Насреддина — вельможа (роль С. Талипова)
6. 1947 — Алишер Навои — венецианский посол
7. 1947 — Антуан и Антуанетта — жених (роль Ф. Жу)
8. 1948 — Макловия — отец Херонимо (роль А. Сото Рангеля)
9. 1951 — Полицейские и воры (роль А. Гуарньери)
10. 1951 — Фанфан-Тюльпан — король Луи XV (роль М. Эррана)
11. 1952 — Господин Такси — Пьер Верже (роль М. Симона)
12. 1952 — Похищение
13. 1952 — Рим в 11 часов
14. 1953 — Разбитые мечты — месье Поль (роль Л. Сенье)
15. 1954 — Представление состоится! — Лишка, директор цирка (роль Я. Марвана)
16. 1954 — Красное и чёрное — судья (роль Ж. Варенна)
17. 1954 — Они спустились с гор — водитель грузовика (роль В. Нинуа)
18. 1954 — Самый лучший человек
19. 1954 — Я и мой дедушка
20. 1955 — Ангел в горах — Густав Ангел (роль Я. Марвана)
21. 1955 — Встретимся на стадионе — Азимов (роль А. Турдыева)
22. 1955 — Крушение эмирата — Эмир Бухарский (роль А. Бакирова)
23. 1956 — Авиценна — Абдулхаир (роль Р. Пирмухамедова)
24. 1956 — Американский дядюшка
25. 1956 — Война и мир — граф Ростов (роль Барри Джонса[англ.])
26. 1956 — Заноза — Андро (роль А. Кванталиани)
27. 1956 — Песнь Этери — дед (роль В. Годзиашвили)
28. 1956 — Честь семьи — Аллан (роль А. Кульмамедова)
29. 1957 — Лично известен — голос за кадром
30. 1959 — Бабетта идёт на войну — Эдмонд (роль П. Бертена)
31. 1959 — Так держать, медсестра! — полковник (роль У. Хайд-Уайта[англ.])
32. 1960 — Барабаны судьбы — текст от автора
33. 1961 — Вестсайдская история — Док (роль Н. Гласса[англ.])
34. 1964 — Вперед, Франция!
35. 1964 — Капризы 1900 года (новелла «Лекция»)
36. 1965 — Воздушные приключения — текст от автора
37. 1965 — Разиня — Антуан Марешаль (роль Бурвиля)
38. 1967 — Укрощение строптивой — сеньор Баптиста (роль М. Хордерна)
39. 1967 — Возвращение улыбки (киноальманах)
40. 1967 — Плюс единица — текст от автора
41. 1968 — Волшебник Изумрудного города (телеспектакль) — Трусливый лев
42. 1971 — Звёзды не гаснут
43. 1971 — Держись за облака
44. 1971 — 12 стульев — читает закадровый текст
45. 1971 — Последний рейс «Альбатроса» — Иоганн Зандлер (роль К. Себриса)
46. 1974 — Возвращение высокого блондина — министр (роль Ж. Буиза)
47. 1975 — Ключи от рая — Бельский (роль Л. Зельчюса)
48. 1975 — Не упускай из виду — директор банка (роль Ж. Мартена)

### Озвучивание мультфильмов
- 1950 — Когда зажигаются ёлки — Волк
- 1953 — Крашеный лис — Волк
- 1954 — Стрела улетает в сказку — Волк
- 1954 — Козёл-музыкант — Волк
- 1955 — Трубка и медведь — Волк
- 1955 — Снеговик-почтовик (Новогодняя сказка) — Волк
- 1956 — Лесная история — Волк
- 1957 — Слово имеют куклы — от автора
- 1963 — Хочу быть отважным — Доктор (в титрах не указан)
- 1965 — Лягушка-путешественница — от автора (в титрах не указан)
- 1966 — Букет — от автора
- 1966 — Главный Звёздный — астрофизик
- 1974 — Как Львёнок и Черепаха пели песню — от автора
- 1977 — Тайна запечного сверчка — от автора
- 1981 — Алиса в Стране чудес — от автора
- 1982 — Алиса в Зазеркалье — от автора
- 1986 — Каменные музыканты — от автора

### Участие в фильмах
- 1972 — Что вы знаете о Марецкой? (документальный)
- 1983 — Любовь Орлова (документальный)

## Радиопостановки
- 1945—1982 — Клуб знаменитых капитанов — Робинзон Крузо
- 1946 — «Таинственный остров». Жюль Верн — от автора
- 1957 — Собака Баскервилей. Человек в кэбе. Тайна торфяных болот — Шерлок Холмс
- 1965 — Волшебник Изумрудного города — Трусливый Лев
- 1971 — Приключения Гекльберри Финна — Герцог
- 1971 — О том как Гаргантюа победил короля Пикрохола (по Ф. Рабле) — Рабле
- 1971 — Две корзины глупостей (сборник «Японские сказки» на пластинке)
- 1972 — Остров сокровищ — доктор Ливси
- 1972 — Сказка про волшебного коня (арабская сказка)
- 1974 — Огниво
- 1975 — Из дома вышел человек… (по произведениям Д. Хармса)
- 1976 — Странная миссис Сэвидж — от автора (по Джон Патрик)
- 1978 — Большая докторская сказка — Судья
- 1978 — Белоснежка и семь гномов
- 1979 — Приключения Шерлока Холмса. Пляшущие человечки — Шерлок Холмс
- 1981 — Эфиопские народные сказки
- 1982 — О том, как буря перевесила вывески[11]
- 1983 — Приключения Шуры и Маруси
- 1984 — Волшебная лампа Аладдина — от автора
- 1986 — Здравствуй, учитель! (по повести «Интернат» Г. Пряхина, режиссёр А. Айгистов)

Аудиоспектакль по роману А. Дюма «Граф Монте-Кристо» — роль самого А. Дюма.

## Аудиозаписи
- Самый правдивый человек на свете — барон Мюнхгаузен
- Энек-Бенек знает всё — от автора
- Оле Лукойе — прадедушка
- Кот-Хвастун — Волк-Волчище
- Слонёнок
- Айболит и Пента — Автор, Айболит
- Приключения Пифа — дядя Цезарь
- Сказки про Африку — ведущий
- Остров сокровищ — доктор Ливси
- Калоши счастья — советник юстиции
- Кошка, которая гуляла сама по себе (1974)
- Большая докторская сказка (1978)
- Приключения Шуры и Маруси (1983)
- Откуда у кита такая глотка
- Отчего у верблюда горб
- Котёнок по имени Гав (1979)

## Звания и награды
Государственные награды:
Почётные звания и премии:
- Герой Социалистического Труда (1989)
- Заслуженный артист РСФСР (1947)[8]
- Народный артист РСФСР (1949)[12]
- Народный артист СССР (1961)
- Государственная премия СССР (1982) — за исполнение ролей в спектаклях последних лет на сцене МАДТ имени Моссовета

Ордена и медали:
- Два ордена Ленина (1978, 1989)
- орден Октябрьской Революции (1982) — за заслуги в производстве советских телевизионных фильмов и активное участие в создании фильма «Семнадцать мгновений весны»[13]
- Два ордена Трудового Красного Знамени (1949, 1968)
- орден Дружбы народов (1983)
- орден «Знак Почёта» (1947)
- Медаль «За доблестный труд в Великой Отечественной войне 1941—1945 гг.»
- Медаль «Тридцать лет Победы в Великой Отечественной войне 1941—1945 гг.»
- Медаль «Сорок лет Победы в Великой Отечественной войне 1941—1945 гг.»
- Медаль «Ветеран труда»
- Медаль «В память 800-летия Москвы»

Другие награды, поощрения и общественное признание:
- Почётный ветеран завода (1973)
- Почётный колхозник (1976)

## Память
Творчеству и памяти актёра посвящены документальные фильмы и телепередачи:
- 2002 — Ростислав Плятт (из цикла телепрограмм канала «ОРТ» «Чтобы помнили») (документальный)
- 2006 — Ростислав Плятт (из цикла передач телеканала «ДТВ» «Как уходили кумиры») (документальный)
- 2007 — «Ростислав Плятт. „Что сказали звёзды?“» («ТВ Центр»)[14]
- 2008 — Ростислав Плятт — мудрец и клоун (из телевизионного документального цикла «Острова»)
- 2008 — «Последняя весна Ростислава Плятта» («Первый канал»)[15]
- 2018 — «Ростислав Плятт. „Последний день“» («Звезда»)[16]
- 2018 — «Ростислав Плятт. „Интеллигентный хулиган“» («ТВ Центр»)[17]